# Deewana (película de 1992)
Deewana (दीवाना en hindi, Loco en español) es una película dramática romántica india de 1992 dirigida por Raj Kanwar, producida por Guddu Dhanoa y Lalit Kapoor y protagonizada por Rishi Kapoor, Divya Bharti y Shahrukh Khan. Este fue el debut cinematográfico de Shahrukh Khan, y aparece solo en la segunda mitad de la película, reemplazando a Armaan Kohli, quien abandonó el proyecto debido a diferencias creativas después del primer horario. La película fue estrenada el 25 de junio de 1992. Se suponía que Dil Aashna Hai sería la película debut de Shahrukh Khan, sin embargo, Deewana fue lanzada primero. La película demostró ser un gran éxito comercial y lanzó la carrera de Shahrukh Khan en Bollywood.

## Argumento
Kajal (Divya Bharti), una hermosa joven se enamora y se casa con un famoso cantante llamado Ravi (Rishi Kapoor). Viven felices hasta que ocurre la tragedia: el codicioso tío de Ravi, Pratap (Amrish Puri) y su primo Narender (Mohnish Behl), están decididos a echar mano de la riqueza de Ravi. Narender primero intenta violar a Kajal pero falla cuando lo atrapan. Pratap luego contrata matones para asesinar a Ravi, quien es arrojado por un acantilado junto con el hijo de Pratap, Narender.
La suegra de Kajal (Sushma Seth) se lleva a Kajal a otra ciudad para comenzar una nueva vida. En una nueva ciudad, la viuda y deprimida Kajal intenta superar su dolor. Un día, un joven, Raja (Shahrukh Khan), golpea accidentalmente a la suegra de Kajal, se encuentra con Kajal y se enamora de ella. Cuando él le confiesa su amor a Kajal, ella revela que es una viuda. El padre de Raja le dice a los matones que se deshagan de Kajal y Raja corta los lazos con su padre después de enterarse. Le ruega a la suegra de Kajal que se case con él. Cuando su suegra siente que Kajal debe casarse nuevamente, la convence.
Raja y Kajal se casan, pero Raja le dice que no la tocará hasta que ella lo acepte. Busca trabajo y sus amigos abren un garaje con él. Un día, Raja va a revisar un jeep pero tiene un accidente cuando fallan los frenos. Kajal se sorprende cuando escucha esto y corre a verlo. Después de regresar del hospital, Kajal lo acepta y se enamora de él, y los dos finalmente están felices juntos. Las cosas están bien hasta que un día, Raja rescata a un hombre de matones. Lo tratan y se hace amigo del hombre, que resulta ser Ravi.
Cuando Raja trae a Ravi a casa, Kajal se sorprende al ver que el nuevo amigo de su esposo no es otro que su primer esposo, quien aparentemente sobrevivió al intento de su tío de asesinarlo. Sin embargo, cuando se revela la verdad, Kajal se queda con Raja, y la madre de Ravi vive con Ravi. El tío de Ravi se entera de que Ravi está vivo y tiene secuestrado a Raja y Kajal, diciendo que los dejará ir si Ravi le firma su propiedad. Raja escapa y él y Ravi golpean a Pratap, después de lo cual encuentran a Kajal, atado con una bomba atada a su alrededor. Ravi logra apagar la bomba y quitársela, pero Pratap aparece y dice que matará a Raja y volverá viuda a Kajal. Ravi protege a Raja y él y Pratap caen. Ravi apaga la bomba, causando una gran explosión, matando a Pratap y a él de una vez por todas. Kajal y Raja permanecen juntos, honrando la memoria de Ravi.

## Reparto
- Rishi Kapoor como Ravi Pratap.
- Divya Bharti como Kajal Ravi Pratap/Kajal Raja Sahai.
- Shahrukh Khan como Raja Sahai.
- Amrish Puri como Dhirendra Pratap.
- Mohnish Behl como Narendra Pratap (aparición especial).
- Alok Nath como Sr. Sharma
- Sushma Seth como madre de Ravi.
- Dalip Tahil como Ramakant Sahai, padre de Raja.
- Deven Verma como Devdas Sabrawal.
- Asha Sachdev como Chandramukhi.

## Recepción
Deewana  fue la segunda película india más taquillera de 1992 después de Beta, recaudando ₹140 millones.

## Banda sonora
Ta banda sonora y la música de fondo fueron compuestas por Nadeem-Shravan y todas las letras fueron escritas por Sameer. La banda sonora de Nadeem-Shravan le dio su tercer Premio Filmfare y Kumar Sanu ganó por tercera vez consecutiva el Premio Filmfare al mejor cantante de playback después de Aashiqui (1990) y Saajan (1991). La carrera en la pantalla grande de Shahrukh Khan comenzó con la canción «Koi Na Koi Chahiye» junto con el cantante Vinod Rathod.
El álbum de banda sonora  de la película vendió entre 7 millones y 8 millones de unidades, convirtiéndolo en el álbum de la banda sonora de Bollywood más vendido de 1992.

### Lista de canciones
| Deewana |                               |                            |          |  |
| N.º     | Título                        | Cantante(s)                | Duración |  |
| 1.      | «Aisi Deewangi»               | Vinod Rathod, Alka Yagnik  | 06:59    |  |
| 2.      | «Sochenge Tumhe Pyar»         | Kumar Sanu                 | 06:03    |  |
| 3.      | «Teri Umeed Tera Intezar»     | Kumar Sanu, Sadhana Sargam | 06:19    |  |
| 4.      | «Payaliya»                    | Kumar Sanu, Alka Yagnik    | 07:57    |  |
| 5.      | «Tere Dard Se Dil»            | Kumar Sanu                 | 04:51    |  |
| 6.      | «Teri Isi Ada Pe Sanam»       | Kumar Sanu, Sadhana Sargam | 05:12    |  |
| 7.      | «Koi Na Koi Chahiye»          | Vinod Rathod               | 06:23    |  |
| 8.      | «Teri Umeed Tera Intezar (2)» | Kumar Sanu, Sadhana Sargam | 02:13    |  |
| 46:57   |                               |                            |          |  |

## Premios y nominaciones
| Premio                | Categoría                            | Recipientes y nominados              | Resultados |
| --------------------- | ------------------------------------ | ------------------------------------ | ---------- |
| 38.° Premios Filmfare | Mejor debut masculino                | Shahrukh Khan                        | Ganador    |
| 38.° Premios Filmfare | Mejor debut femenino                 | Divya Bharti                         | Ganador    |
| 38.° Premios Filmfare | Mejor dirección musical              | Nadeem Shravan                       | Ganador    |
| 38.° Premios Filmfare | Mejor letrista                       | Sameer por «Teri Umeed Tera Intezar» | Ganador    |
| 38.° Premios Filmfare | Mejor cantante masculino de playback | Kumar Sanu por «Sochenge Tumhe Pyar» | Ganador    |
| 38.° Premios Filmfare | Mejor cantante masculino de playback | Vinod Rathod por «Aisi Deewangi»     | Nominado   |
| 38.° Premios Filmfare | Mejor cantante femenina de playback  | Alka Yagnik por «Aisi Deewangi»      | Nominado   |

## Secuela
Los productores y el director de la película planearon una continuación de la película y se informa que es diferente de la película original.